# Such Good Friends
 Such Good Friends és una pel·lícula estatunidenca dirigida per Otto Preminger, estrenada el 1971.

## Argument[1]
Després d'una intervenció quirúrgica, Richard Messinger, un novaiorquès redactor en cap de revistes, es troba en coma. La seva esposa Julie, dos fills, descobreix llavors la vida dissoluta i les nombroses aventures amoroses del seu marit, sobretot amb les seves amigues. S'assabenta també que, en les dificultats, no pot comptar amb el seu cercle.
L'estat de Richard s'agreuja, però quan mor, Julie està a punt per fer cara al futur.

## Repartiment
- Dyan Cannon: Julie
- James Coco: Timmy
- Jennifer O'Neill: Miranda
- Ken Howard: Cal
- Nina Foch: mare de Julie
- Laurence Luckinbill: Richard
- Louise Lasser: Marcy
- Burgess Meredith: Kalman
- Sam Levene: Oncle Eddie
- William Redfield: Barney
- Elaine Joyce: Marian
- Doris Roberts: Mrs. Gold
- Virginia Vestoff: Emily Lapham
- James Beard: Dr. Mahler
- Rita Gam: Doria
- Clarice Taylor: Mrs. McKay
- Lawrence Tierney: guàrdia de l'Hospital
- Michael Giordano III: Matthew
- Nancy Guild: Molly
- T.J. Hargrave: Nicky
- Bette Howard: Darlene
- Nancy R. Pollock: Aunt Harriet
- Lee Sabinson: Dr. Bleiweiss
- Joseph Papp and His Shakespeare Theatre in the Park

## Al voltant de la pel·lícula
| «                                       | Preminger ens lliura amb Such Good Friends la seva millor pel·lícula des de On és la Bunny Lake?, lluminós i justificant als ulls dels que estaven inquiets per les seves tries estètiques dels últims anys. Fidel a ell mateix, aconsegueix captar una atmosfera específicament contemporània on pot tenir l'estímul d'oferir un aspecte dramàtic. La seva pel·lícula s'inscriu en el context d'un cinema típicament novaiorquès que cineastes més joves ens han pogut recentment fer conèixer. | » |
| — Olivier Eyquem, Positif, juny de 1973 | |   |

## Premis i nominacions
Nominacions
- 1972: Globus d'Or a la millor pel·lícula dramàtica